# Der Judenstaat

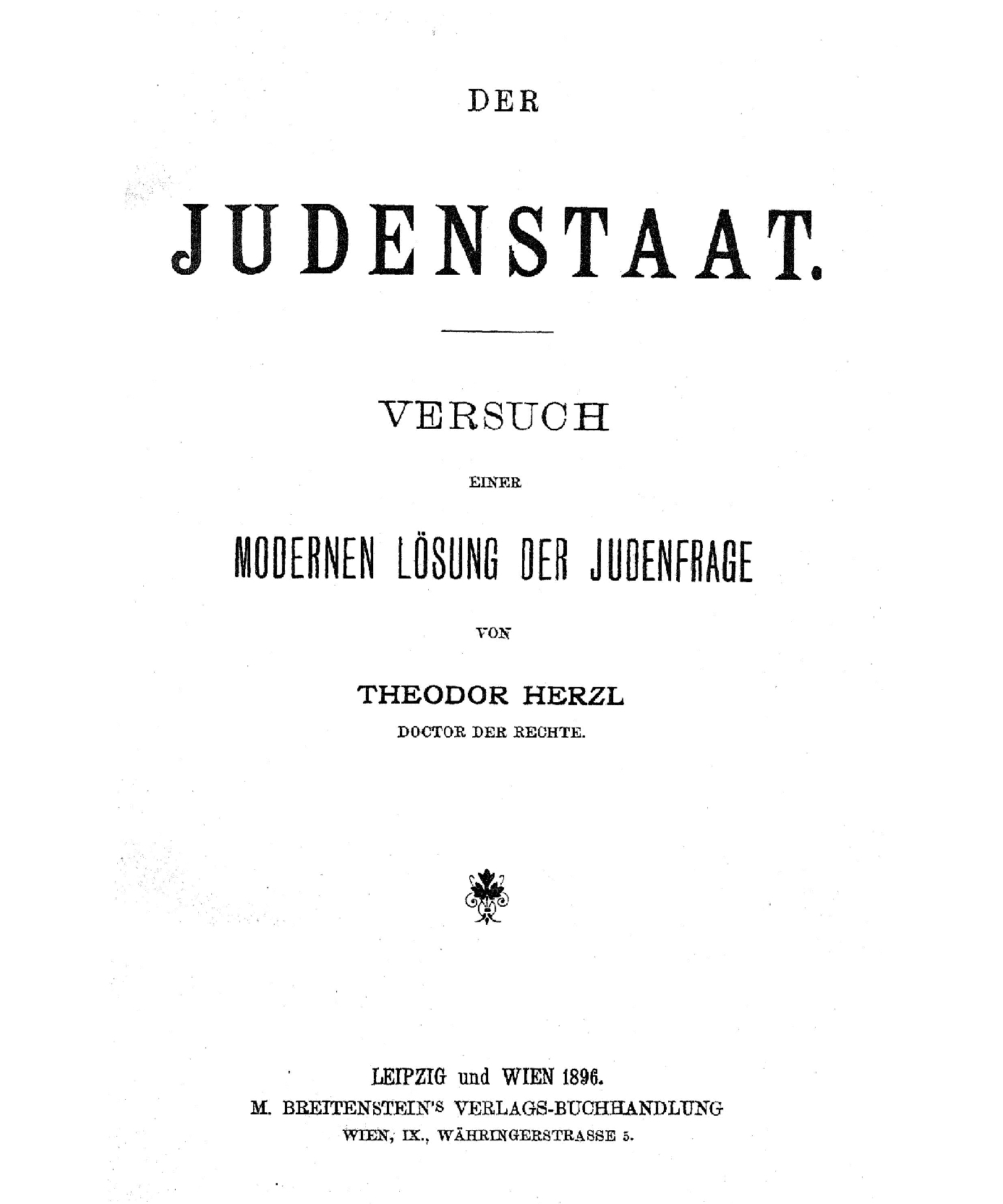
Der Judenstaat. Titel der Erstausgabe vom 14. Februar 1896

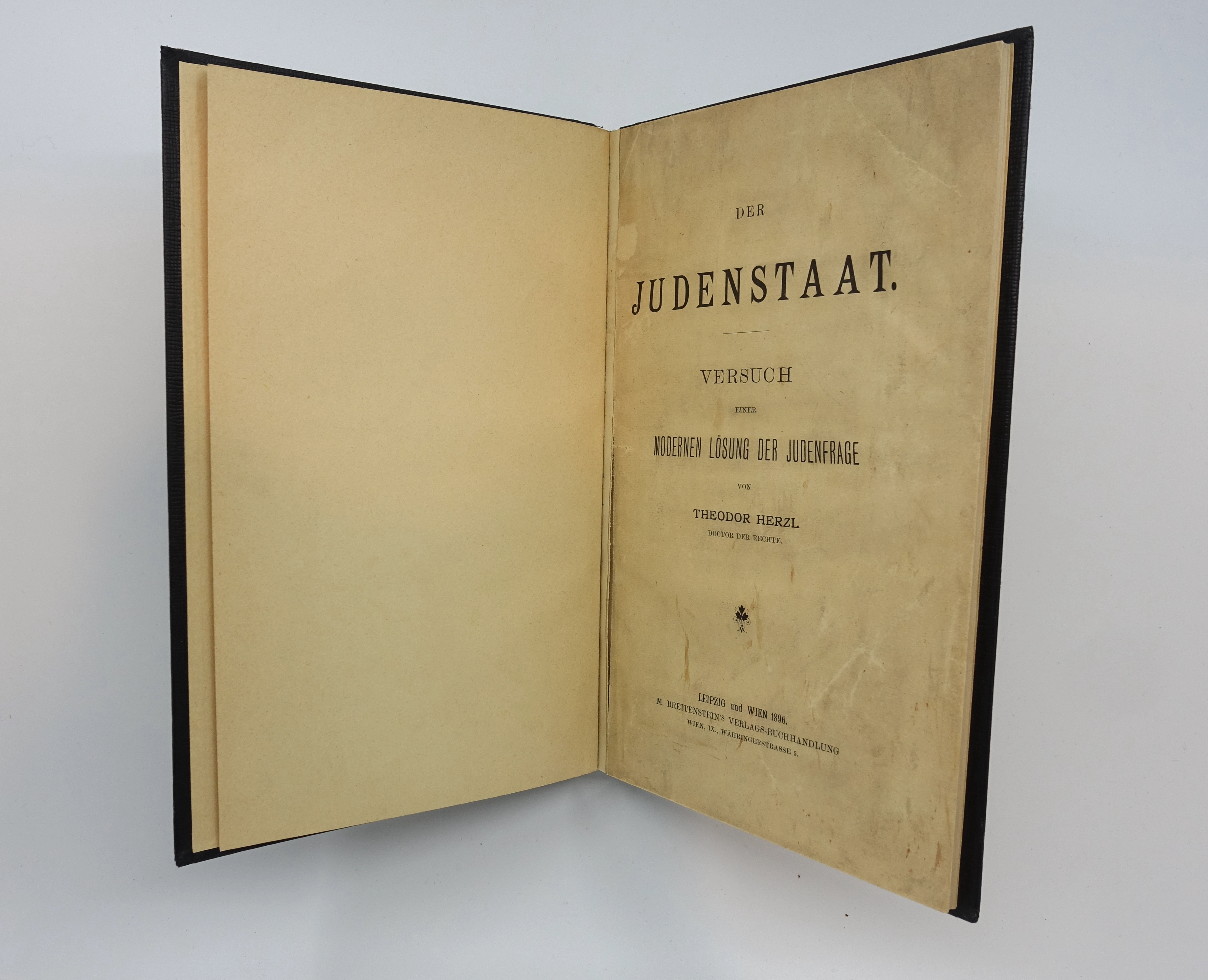
Erstausgabe “Der Judenstaat”, 1896, in der Sammlung des Jüdischen Museums der Schweiz.

Der Judenstaat. Versuch einer modernen Lösung der Judenfrage ist ein Buch von Theodor Herzl, mit dem er versuchte, eine jüdische Antwort auf die damals so genannte Judenfrage aufzuzeigen. Es erschien 1896 in Leipzig und Wien in der M. Breitenstein’s Verlags-Buchhandlung, nachdem Cronbach in Berlin und Duncker & Humblot eine Publikation abgelehnt hatten. Herzl schrieb es unter dem Eindruck der Dreyfus-Affäre; er beendete das Manuskript am 17. Juni 1895. Die Buchausgabe erschien im Februar 1896.

## Charakteristik
Der Judenstaat ist kein religiöses Werk, es hat vielmehr das moderne Judentum maßgeblich politisch beeinflusst, indem es das Fundament des politischen Zionismus legte. Für Herzl war ein Judenstaat einerseits wegen des weltweit vorhandenen Antisemitismus notwendig, andererseits weil die Religion durch die Folgen der Aufklärung und der Emanzipation ihren identitätsstiftenden und verbindenden Charakter für das Judentum verloren habe.
Herzl sah sein Werk nicht als Utopie, sondern als pragmatisches Konzept zur Gründung und Bewahrung eines Judenstaates, wodurch die „Judenfrage“ beantwortet sei.

## Inhalt
Nach einleitenden Sätzen definiert Herzl zuerst das Problem der „Judenfrage“. Die Nuancen der Judenfeindlichkeit seien zahllos:

„In Russland werden Judendörfer gebrandschatzt, in Rumänien erschlägt man ein paar Menschen, in Deutschland prügelt man sie gelegentlich durch, in Österreich terrorisieren die Antisemiten das ganze öffentliche Leben, in Algerien treten Wanderhetzprediger auf, in Paris knöpft sich die sogenannte bessere Gesellschaft zu, die Cercles schließen sich gegen die Juden ab.“

Sodann verwirft er die bisherigen Schritte zur Lösung des Problems, insbesondere den Versuch, Juden als Bauern in anderen Ländern anzusiedeln. Man müsse mit der Zeit gehen, der Bauernstand sei im Aussterben begriffen, Versuche der Rückkehr zu alten Gesellschaftsstrukturen seien vergeblich.
Den Grund für den seiner Ansicht nach wachsenden Antisemitismus sieht er in der mangelnden sozialen Mobilität, die durch Benachteiligungen der Juden entsteht.

„Die causa remota ist der im Mittelalter eingetretene Verlust unserer Assimilierbarkeit, die causa proxima unsere Überproduktion an mittleren Intelligenzen, die keinen Abfluss nach unten haben und keinen Aufstieg nach oben […]. Wir werden nach unten hin zu Umstürzlern proletarisiert, bilden die Unteroffiziere aller revolutionären Parteien, und gleichzeitig wächst nach oben unsere furchtbare Geldmacht.“

Eine totale soziologische Assimilation lehnt Herzl jedoch ab, da die jüdische Volkspersönlichkeit geschichtlich zu berühmt und trotz aller Erniedrigungen zu hoch sei. Sie sei zu wertvoll für den Untergang. Davon abgesehen sei eine Assimilation nur dann möglich, wenn man die Juden einmal für zwei Generationen in Ruhe ließe. Dies würde aber nicht passieren, worauf der Druck sie wieder an den alten Stamm presse, der Hass ihrer Umgebung mache sie wieder zu Fremden.
In den nächsten Kapiteln diskutiert Herzl die Optionen Argentinien bzw. Palästina und geht auf die Organisation der Staatsbildung ein. Er will dazu eine Gesellschaft, die Jewish Company, gründen, die die benötigten Länder kauft. Er schätzte einen Betrag von 1 Milliarde Goldmark. Er erwähnt auch den Bau von Arbeiterwohnungen, die Einführung von Arbeitsdiensten für unqualifizierte Arbeiter und Details wie die Einführung des 7-Stunden-Tages in Form eines viergeteilten 14-Stunden-Schichtbetriebs, bei dem zweimal 3,5 Stunden konzentrierter Arbeit mit derselben Zeit für Erholung, Familie und Fortbildung abwechseln. Die „Schutztruppe“ solle 10 Prozent der männlichen Einwanderer betragen.
Nach der Behandlung des schwierigen Weges der Geldbeschaffung beschreibt Herzl den Charakter des jüdischen Staates. Herzl schwebte dabei ein recht heterogenes Gebilde vor, in dem es jedem möglich sein sollte, die Traditionen und Gepflogenheiten seiner Ortsgruppe mitzunehmen. Damit sei auch das Problem der Integration in eine ungewohnte Umgebung leichter zu bewerkstelligen.
Die Verfassung des Staates sollte nach Herzl recht flexibel und modern sein. Die parlamentarische Monarchie und die aristokratische Republik hielt er dabei generell für die besten Staatsformen, schloss erstere Form aber wegen mangelnder historischer Anknüpfungsmöglichkeiten sofort als lächerlich aus. Eine Art Aristokratie sei in der sozial-mobilen Gesellschaft mit vielen Aufstiegschancen seiner Ansicht nach die beste Lösung, Referenda als Basis der Gesetzgebung lehnt er aber ab, „denn in der Politik gibt es keine einfachen Fragen, die man bloß mit Ja und Nein beantworten kann. Auch sind die Massen noch ärger als die Parlamente jedem Irrglauben unterworfen, jedem kräftigen Schreier zugeneigt. Vor versammeltem Volke kann man weder äussere noch innere Politik machen.“
Außerdem stellte sich das Problem der verschiedenen Sprachen. Da die meisten Juden, zu denen Herzl Kontakt hatte, entweder deutschsprachig waren oder zumindest über das Jiddische eine Verbindung zur deutschen Sprache hatten, meinte er, Deutsch könnte am schnellsten und leichtesten die gemeinsame Sprache der Juden werden.

„Wir können doch nicht Hebräisch miteinander reden. Wer von uns weiß genug Hebräisch, um in dieser Sprache ein Bahnbillett zu verlangen?“

Ein weiterer wichtiger Punkt war ihm die Frage der Religion. Herzl wollte theokratische „Velleitäten unserer Geistlichen gar nicht aufkommen lassen. Wir werden sie in ihren Tempeln festzuhalten wissen, wie wir unser Berufsheer in den Kasernen festhalten werden.“ Herzl vertrat in diesem Punkt also eine laizistische Position, mit strenger Trennung von Religion und Staat.
Dass es im Zuge der Masseneinwanderung von Juden in ein arabisch bewohntes Land und der Gründung des Staates Israels möglicherweise Probleme mit der lokalen, arabischen Bevölkerung geben könnte, blendet Herzl in seinen Ausführungen weitgehend aus. Zum Zusammenleben mit anderen Völkern und Religionen führt Herzl lediglich aus: „Und fügt es sich, daß auch Andersgläubige, Andersnationale unter uns wohnen, so werden wir ihnen einen ehrenvollen Schutz und die Rechtsgleichheit gewähren.“
Auch Details wie die Fahne des zukünftigen Staates hielt Herzl für wichtig als Symbol der Identifikation. Ihm schwebte dabei eine weiße Fahne mit sieben goldenen Sternen vor, die die sieben Arbeitsstunden repräsentieren sollten. „Denn im Zeichen der Arbeit gehen die Juden in das neue Land.“ Sie sollten im „Siebenstundenland“, wie Herzl es nannte, „ein besseres und gerechteres Europa im Orient aufbauen“.

## Ausgaben
- Wenn ihr wollt, ist es kein Märchen. Altneuland / Der Judenstaat. Hrsg. von Julius H. Schoeps. Athenaeum, Bodenheim 1985, ISBN 3-7610-0384-6.
- Der Judenstaat. Mit einem Nachwort von Henryk M. Broder. Ölbaum Verlag, 2000. ISBN 3-927217-13-1 (vorher ISBN 3-9800983-2-X).
- Der Judenstaat. Text und Materialien. Hrsg. von Ernst Piper. Philo Verlagsges., 2004. ISBN 3-86572-365-9 bzw. ISBN 3-8257-0365-7.
- Der Judenstaat. Versuch einer modernen Lösung der Judenfrage. Manesse-Verlag, Zürich 2006, ISBN 3-7175-4055-6 (vorher ISBN 3-7175-8133-3).
- Der Judenstaat: Versuch einer modernen Lösung der Judenfrage. Originalfassung. Books on Demand, Norderstedt 2015, ISBN 3-7386-3981-0.

## Übersetzungen
- Jiddisch: Löbel Taubes (1863–1933) gab seit 1891 die hebräisch-jiddische Halbmonatsschrift „Ha-Am“ in Kolomea/Galizien heraus (redigiert von David Isaak Jesaja Silberbusch, geb. 1854, gest. 1936); darin brachte er Ende 1896 eine jiddische Transkription von Herzls „Judenstaat“; eine jiddische Übersetzung erschien erstmals 1899/1900 in Russland (übersetzt von Samuel Bramberg)
- Hebräisch: von Michaël Berkovitz (erste Übersetzung), dann durch Ascher Barasch (zweite Übersetzung)
- Englisch: von Sylvie d’Avigdor, Nutt, London, 1896
- Russisch: von Samuel (Lwowich) Klatschko (1851–1914)

## Zitat Herzls 1903
„Es ist wunderbar, wie wenig unsere so vielverurtheilte Bewegung den Gegnern u. Gleichgiltigen bekannt ist. Wer sie kennt – Jud oder Christ – liebt sie. Er wäre denn ein für alles Höhere unempfänglicher Mensch.
 Mein Judenstaat ist längst überholt. Ich schrieb ihn in Paris […] u. wusste damals nicht viel vom Jüdischen. Ich war ein dem Judenthum Entfremdeter, ein Boulevardier. Ein Rabbiner bin ich auch jetzt nicht, u. in den Tempel gehe ich nur in Basel am Samstag der Congresswoche. Dort grüsse ich auch mehr den Gott meiner Väter als meinen eigenen. Denn mit meinem Gott kann ich auch ohne Rabbiner u. vorgeschriebene Gebete verkehren.
 Mein Judenstaat brachte mich erst zu den Zionisten, die vor mir da waren u. die ich nicht gekannt hatte. Ich war damals ein Isolirter u. meine Worte waren erfahrungslos u. unverantwortlich. Besser könnten Sie sich aus meinem utopischen Roman Altneuland über die ganze Sache unterrichten. Den schrieb ich von 1899 bis 1902, schon als Führer der Bewegung. Dadurch war ich zu manchen ménagements gezwungen. Künstlerisch ist das Buch nicht viel werth, obwohl es mich viel Anstrengung gekostet hat […] Sehen Sie, ich plage mich seit bald acht Jahren wie ein Hund, ich habe dafür einen grossen Haufen Geld geopfert, arbeite ausserdem natürlich umsonst, habe mich verhöhnen u. mit Koth bewerfen lassen, u. ich bin heute noch so warm für die Sache, wie am ersten Tag u. ununterbrochen.“